# Tirthankara

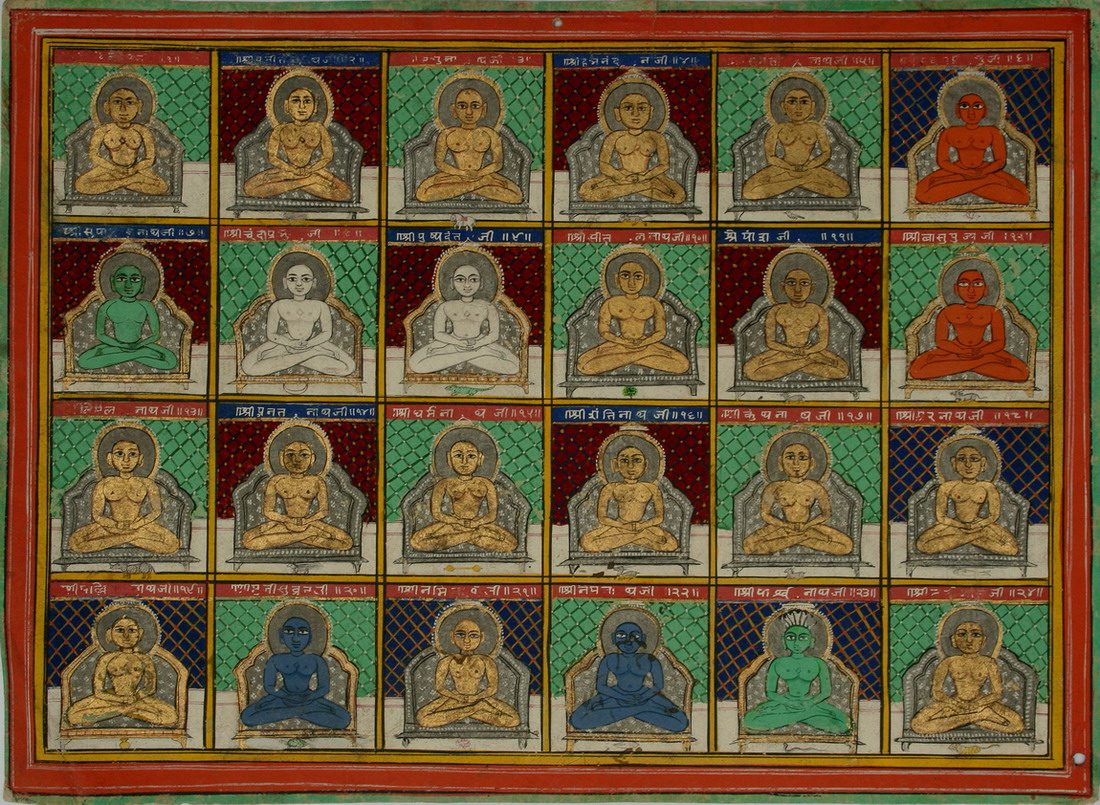
Los 24 tirthankaras.

En el jainismo, los tīrthankaras son seres que alcanzaron la trascendencia y liberación (mokṣa) y son, por ello, maestros que enseñaron el camino jainista. Alejados del devenir del cosmos y del suceso cósmico, no intervienen de manera alguna en él, sirven solamente como ejemplos a seguir. En teoría, todos los seres pueden alcanzar ese estado perfeccionándose a través de muertes y reencarnaciones hasta convertirse en tirthankaras. 
Algunos textos jainas definen a los tirthankaras señalando que «es el modelo a seguir, el que nos ayuda a cruzar el gran océano de la vida mundana se llama tirtha y la persona que lo hace se conoce como tirthankara».

## Etimología
El nombre tīrthankara procede del término tīrtha (generalmente traducido como ‘vado’) y kara (‘hacer’). Por tanto el tīrthankara es aquella persona que construye vados. La referencia a estos vados debe entenderse según la palabra india que hace referencia a montañas, templos, bosques y por supuesto ríos en los que es más fácil cruzar el mundo del saṃsāra hacia la liberación.
Mircea Eliade (1907-1986) señaló la similitud entre los pontifices (‘hacedores de puentes’) latinos y estos ‘hacedores de vados’.
Es frecuente que los tirthankaras reciban apelativos militares como jina, conquistador o vencedor, y otros como los kevalin u omniscientes. El apelativo de jina hace referencia a que el creyente debe vencer las ataduras del karma.

## Descripción
En la tradición jaina, los tirthankaras han logrado liberarse de la ataduras terrenales y están por tanto en un estado de omnisciencia conocido como kevalajñana, liberados del ciclo de nacimientos y muertes conocido como saṃsāra. Esta liberación, dentro de la terminología jaina se conoce como mokṣa. El moksha es el equivalente del nirvana en el budismo.
Los tirthankaras son totalmente indiferentes a los asuntos de los hombres y los jainas asumen que son indiferentes a ellos. En teoría, los jainas saben que los tirthankaras son inaccesibles al culto o las plegarias y son venerados como un modelo o un modo de espíritu que se aspira a alcanzar. Los tirthankaras son, por tanto, una divinidad ausente. En la propia esencia del tirthankara, que habita indiferente en un no-mundo fuera del nuestro, está el hecho de que no puede recibir nada de los creyentes ni tampoco entregarles nada ni ayudarles. Por ello, las ofrendas que se hacen en los lugares de culto constituyen más una renuncia por parte del creyente que una entrega.
Los tirthankaras, como se repite insistentemente, fueron en un momento humanos normales que vencieron al karma y lograron su liberación. Por ello, todo seguidor del jainismo puede aspirar a convertirse, tras múltiples reencarnaciones, en un tirthankara. Los tirthankaras son el elemento más importante del culto de los jainas. En las descripciones de los tirthankaras se insiste en su extrema perfección y en el absoluto desapego y abandono de las pasiones y los odios.
Existen 24 tirthankaras con biografías ejemplares y que tienen puntos en común. Por ejemplo, todos ellos nacieron en el seno de familias nobles, renunciaron posteriormente al mundo y purgaron su karma mediante la ascesis tapas y la meditación. Todos ellos, también habrían alcanzado la omnisciencia (Kevala jñana) y habrían descubierto la forma de escapar del ciclo de nacimiento y muerte, saṃsāra. Tras ello habrían predicado el jainismo que, en aquellos momentos, se encontraba olvidado, hasta restablecerlo. Finalmente, se habrían retirado a una montaña donde se habrían extinguido.

### Historicidad
La historicidad del último tirthankara, Mahavira, está fuera de duda y algunos han sugerido que el resto de las vidas de estos seres son una repetición de la de este último. Sin embargo, existe un consenso entre los estudiosos sobre la historicidad de Parsva, el vigesimotercer tirthankara, que habría sido un sramana con cierto éxito a la hora de cuestionar las doctrinas de los brhamanes. Igualmente, Heinrich Zimmer propuso que Rishabha, primer tirthankara, habría existido también y se trataría de un sabio hijo del rey Visvamitra. Esta teoría fue apoyada también por Joseph Campbell.

## Los 24 tirthankaras
Según los jainas existieron 24 tirthankaras. Las dos principales sectas del jainismo no coinciden en todos los detalles sobre sus vidas. Una de las diferencias más reseñables reside en que para los svetambaras existió un tirthankara mujer, se trata de Māllīnātha, decimonoveno tirhankara, mientas que los digambaras lo niegan. De todos ellos, un total de veinte alcanzó la iluminación en Shikharji, siendo este uno de los tirthas (lugar de peregrinación) más importantes para el jainismo. Igualmente, los jainas consideran que con el paso del tiempo, los tirthankaras fueron disminuyendo de estatura y disminuyó también su longevidad así como el tiempo de separación entre uno y otro.

## Lista de los 24 tirthankaras
A todos los tirthankaras se les asocia con un color y se les asigna un emblema así como unos espíritus guardianes que permiten distinguirlos en las representaciones que se encuentran, por ejemplo, en los templos jainas. A continuación se muestra una lista en orden cronológico. Al final de sus nombres suele añadirse el sufijo -natha, señor.
| No. | Nombre              | Símbolo o emblema                                           | Color  |
| --- | ------------------- | ----------------------------------------------------------- | ------ |
| 1   | Rishabha (Adinatha) | Toro                                                        | Dorado |
| 2   | Ajitanatha          | Elefante                                                    | Dorado |
| 3   | Sambhavanatha       | Caballo                                                     | Dorado |
| 4   | Abhinandananatha    | Mono                                                        | Dorado |
| 5   | Sumatinatha         | Ganso                                                       | Dorado |
| 6   | Padmaprabha         | Padma (atributo), Loto rojo                                 | Rojo   |
| 7   | Suparshvanatha      | Esvástica                                                   | Dorado |
| 8   | Chandraprabha       | Luna                                                        | Blanco |
| 9   | Pushpadanta         | Cocodrilo o Makara                                          | Blanco |
| 10  | Shitalanatha        | Srivatsa                                                    | Dorado |
| 11  | Shreyanasanatha     | Rinoceronte                                                 | Dorado |
| 12  | Vasupujya           | Búfalo                                                      | Rojo   |
| 13  | Vimalanatha         | Jabalí                                                      | Dorado |
| 14  | Anantanatha         | Puercoespín para los Digambaras halcón según los Śvētāmbara | Dorado |
| 15  | Dharmanatha         | Vajra                                                       | Dorado |
| 16  | Shantinatha         | Antílope o ciervo                                           | Dorado |
| 17  | Kunthunatha         | Cabra                                                       | Dorado |
| 18  | Aranatha            | Nandyavarta o pez                                           | Dorado |
| 19  | Māllīnātha          | Kalasha o cántaro                                           | Azul   |
| 20  | Munisuvrata         | Tortuga                                                     | Negro  |
| 21  | Naminatha           | loto azul                                                   | Dorado |
| 22  | Neminatha           | Shankha o concha                                            | Negro  |
| 23  | Parshvanatha        | Serpiente                                                   | Azul   |
| 24  | Mahavira            | León                                                        | Dorado |

## Cualidades de los tirthankaras
Los tirthankaras poseen cinco cualidades:
- Omnipotencia: esencialmente omnipotente
- Omnisciencia: una vez alcanzado el kevala jñana
- Visión infinita: capacidad de observarlo todo
- Perfección: ser inmutable
- Inmortalidad: no sujeto a la disolución